# Latvijas Reģionu apvienība
Latvijas Reģionu apvienība (deutsch Lettische Regionale Allianz oder Lettischer Bund der Regionen) ist eine zentristische Partei in Lettland. 

## Geschichte
Die Partei wurde am 13. März 2014 (als Zusammenschluss der Reģionu alianse und Vidzemes partija) gegründet.
Zum Vorsitzenden wurde Mārtiņš Bondars gewählt. In den Vorstand wurden Ilgonis Leišavnieks von der Vidzemes partija und Dainis Liepiņš von der Reģionu alianse gewählt. Im März 2014 zählte sie rund 700 Mitglieder.
Die Partei trat zum ersten Mal 2014 zu den Wahlen zum Europäischen Parlament an, wo sie 2,49 % der Stimmen erreichte, damit jedoch an der 5%-Hürde scheiterte. Bei ihrer erstmaligen Teilnahme an der Parlamentswahl in Lettland 2014 zur 12. Saeima erreichte sie mit Bondars als Ministerpräsidentenkandidaten auf Anhieb 8 von 100 Sitzen im lettischen Parlament. Bei der folgenden Wahl 2018 musste die Partei Verluste hinnehmen, kam nur noch auf 4,2 Prozent und zog damit nicht mehr ins Parlament ein.
Zur Parlamentswahl 2022 trat man zusammen mit der lettischen Grünen Partei (LZP) und der Liepāja-Partei (LP) im Wahlbündnis Apvienotais saraksts an. Dieses wurde drittstärkste Kraft in der 14. Saeima und erhielt 15 Sitze.

## Wahlergebnisse
| Jahr | Stimmen | Anteil | Mandate | Platz |
| ---- | ------- | ------ | ------- | ----- |
| 2014 | 60.812  | 6,7 %  | 8/100   | 6.    |
| 2018 | 35.018  | 4,1 %  | 0/100   | 8.    |
| 2022 | 100.631 | 11,0 % | 7/100 1 | 3.    |